# メクネス
メクネス（アラビア語: مكناس, maknās 発音 [maknaːs] マクナース; フランス語: Meknès メクネス）は、モロッコ王国の首都ラバトから東に130km、フェズの西60kmに位置する都市。2004年時点の人口は53万6232人。

## 歴史
城壁に囲まれた都市で、1675年から1728年までアラウィー朝の首都が置かれた。北部には、聖地ムーレイ・イドリスや古代ローマ遺跡で世界遺産に登録されているヴォルビリスの古代遺跡がある。

## 事件・事故
- 2010年2月19日、市内に存在する18世紀に建築されたモスクのミナレット（塔）が崩壊。金曜礼拝のために訪れていた信者が下敷きとなり死者40人、負傷者75人を出す惨事となった。

## 姉妹都市
- ニーム （フランス ラングドック＝ルシヨン地域圏 ガール県） - 2005年

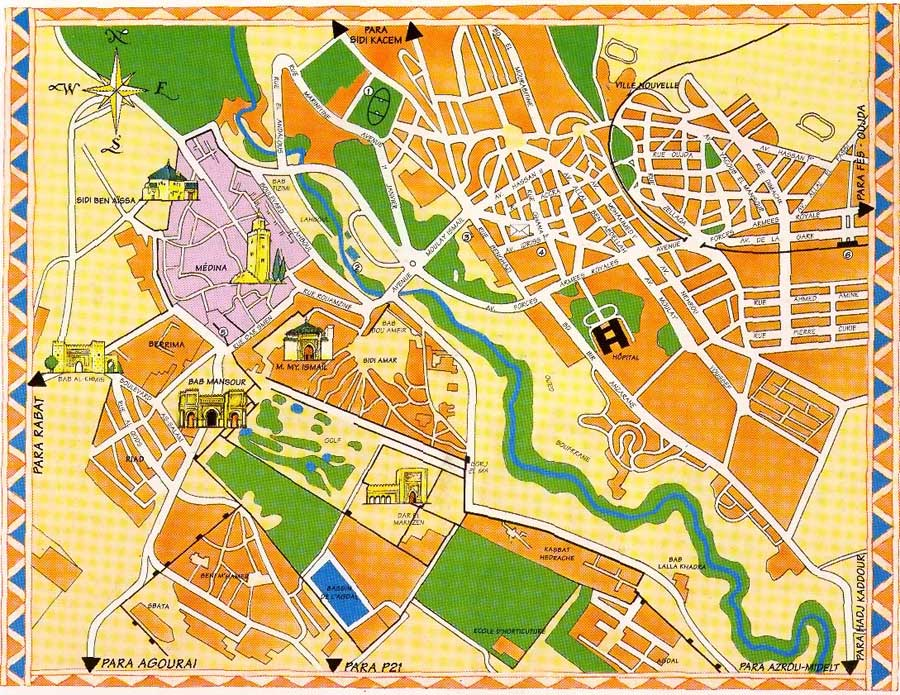
メクネス市街図

## 古都メクネス

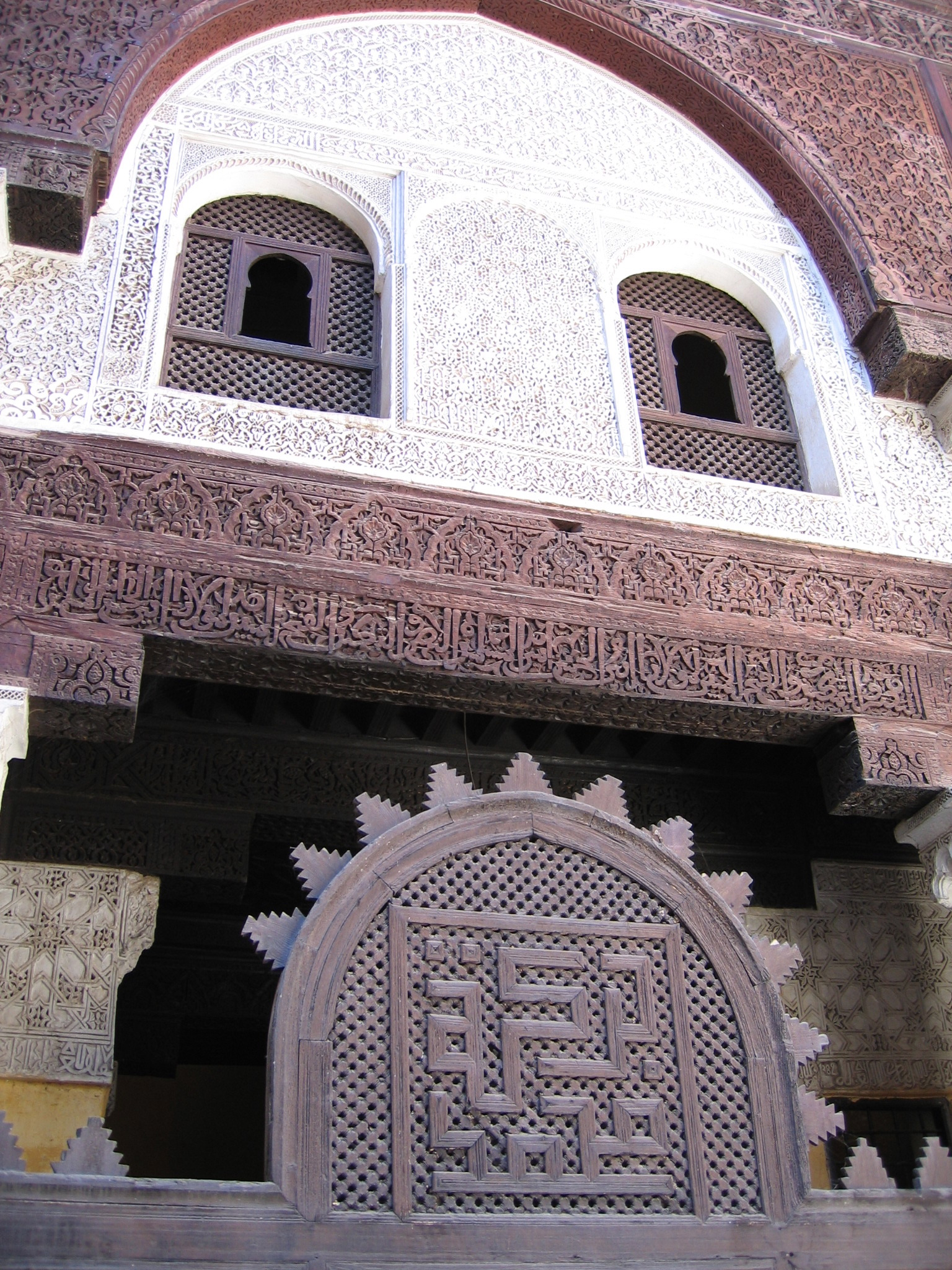
ブー・イナニア・メデルサ（イスラム神学校）

この世界遺産は世界遺産登録基準のうち、以下の条件を満たし、登録された（以下の基準は世界遺産センター公表の登録基準からの翻訳、引用である）。
- (4) 人類の歴史上重要な時代を例証する建築様式、建築物群、技術の集積または景観の優れた例。